# Donkey Konga 3
Donkey Konga 3 est un jeu de rythme développé par Namco et édité sur GameCube par Nintendo en mars 2005 exclusivement au Japon. C'est la deuxième suite de Donkey Konga et le successeur Donkey Konga 2. Il met en scène le personnage Donkey Kong, mais aussi Diddy Kong, Dixie Kong, Funky Kong, et, comme ses prédécesseurs, il est conçu pour fonctionner avec le contrôleur de jeu Bongo DK, même si une manette de jeu standard est compatible,,,.

## Système de jeu
Le système de jeu reste inchangé par rapport Donkey Konga, le premier jeu de la série. Le jeu comporte une série de nouveaux mini-jeux. La playlist comporte 57 titres, dont 21 thèmes de jeux vidéo sortis sur NES.

## Bande sonore
| Genre           | Titre                                                        | Traduction anglaise                           | Artiste original                                            | Commentaire                                                         |
| --------------- | ------------------------------------------------------------ | --------------------------------------------- | ----------------------------------------------------------- | ------------------------------------------------------------------- |
| Anime           | バナナ天国 [Banana Tengoku]                                  | Banana Heaven                                 |                                                             | Donkey Kong Country Ending Theme (Japanese Dub)                     |
| Anime           | 明日になったら・・・ [Ashita ni Nattara...]                  | When Tomorrow Comes...                        |                                                             | Donkey Kong Country Opening Theme (Japanese Dub)                    |
| Anime           | タッチ [Tatchi]                                              | Touch                                         |                                                             | Touch First Opening Theme                                           |
| Anime           | CHA-LA HEAD-CHA-LA                                           | Cha-La Head-Cha-La                            | ヒロノブ 影山 [Hironobu Kageyama]                           | Dragon Ball Z First Opening Theme                                   |
| Anime           | オラはにんきもの [Ora wa Ninki Mono]                         | I'm Such a Popular Kid                        |                                                             | Crayon Shin-chan Third Opening Theme                                |
| Anime           | めざせポケモンマスター [Mezase Pokémon Masutā]               | Aim to Be a Pokémon Master                    | 梨香 松本 [Rica Matsumoto]                                  | Pokémon First Opening Theme                                         |
| Anime           | 来て来てあたしンち                                           | Kite Kite Atashin'chi                         | あや 平山 [Aya Hirayama]                                    | Atashin'chi First Ending Theme                                      |
| TV / Commercial | ファイアーエムブレム [Faiā Emuburemu]                        | Fire Emblem Theme                             | 由佳 辻横 [Yuka Tsujiyoko]                                  | Fire Emblem: The Binding Blade (GBA Game) Commercial Song           |
| TV / Commercial | ドレミファだいじょーぶ [Doremifa Daijyōbu]                   | Do-Re-Mi-Fa All Right                         | B.B.クイーンズ [B.B.Queens]                                 | The First Errand (Series) Theme Song                                |
| Varietés        | いい湯だな                                                   | What a Nice Hot Spring                        |                                                             | Novelty Song that is played in hot springs all over Japan           |
| Varietés        | ヨーデル食べ放題                                             | All-You-Can-Eat Yodel                         |                                                             | Novelty Song                                                        |
| Varietés        | マツケンサンバⅡ [Matsuken Sanba II]                          | Matsuken Samba II                             |                                                             | Short Version                                                       |
| J-Pop           | 花 [Hana]                                                    | Flower                                        | Orange Range                                                |                                                                     |
| J-Pop           | Ｈａｐｐｙ Ｄａｙｓ                                          | Happy Days                                    | 愛 大塚 [Ai Otsuka]                                         |                                                                     |
| J-Pop           | バカサバイバー [Baka Sabaibā]                                | Baka Survivor                                 | ウルフルズ [Ulfuls]                                         | Bobobo-bo Bo-bobo (Anime) Second Opening Theme                      |
| J-Pop           | ＳＴＡＲＴ                                                   | Start                                         | 里菜 愛内 [Rina Aiuchi]                                     | Detective Conan (Anime) Fourteenth Opening Theme                    |
| J-Pop           | 青春狂騒曲 [Seishun Kyōsōkyoku]                              | Youth's Rhapsody                              | サンボマスター [Sambomaster]                                | Naruto (Anime) Fifth Opening Theme                                  |
| J-Pop           | ｉｇｎｉｔｅｄ-イグナイテッド-                               | Ignited                                       | T.M.Revolution                                              | Mobile Suit Gundam Seed Destiny (Anime) First Opening Theme         |
| J-Pop           | ロコローション                                               | Locolotion                                    | Orange Range                                                |                                                                     |
| J-Pop           | リライト [Riraito]                                           | Rewrite                                       | Asian Kung-Fu Generation                                    | Fullmetal Alchemist (Anime) Fourth Opening Theme                    |
| J-Pop           | 君にＢＵＭＰ [Kimi Ni Bump]                                  | I Bump You                                    | ケツメイシ [Ketsumeishi]                                    |                                                                     |
| J-Pop           | ＧＯ!!!                                                      | GO!!!                                         | Flow                                                        | Naruto (Anime) Fourth Opening Theme                                 |
| J-Pop           | これが私の生きる道 [Kore ga Watashi no Ikiru Michi]          | This is the Street Where We Live              | Puffy AmiYumi                                               | Known in America as That's The Way It Is                            |
| J-Pop           | ＴＯＭＯＲＲＯＷ                                             | Tomorrow                                      | 真夜 岡本 [Mayo Okamoto]                                    |                                                                     |
| Comptines       | 手のひらを太陽に [Te no Hira o Taiyou ni]                    | Face Your Hand Towards the Sun                |                                                             |                                                                     |
| Comptines       | ＢＩＮＧＯ                                                   | Bingo                                         |                                                             |                                                                     |
| Latin           | ラ・クカラーチャ [Ra Kukarācha]                              | La Cucaracha [The Cockroach]                  |                                                             | Mexican Folk Song                                                   |
| Classique       | ウィリアム・テル Wiriamu Teru                                | William Tell Overture                         | Gioachino Rossini                                           | William Tell                                                        |
| Classique       | アイネクライネナハトムジーク Aine kuraine Nahatomujīku       | Eine kleine Nachtmusik [A Little Night Music] | Wolfgang Amadeus Mozart                                     | Serenade No. 13 in G-Major                                          |
| Jazz            | エンターテイナー Entāteinā                                   | The Entertainer                               | Scott Joplin                                                | Classic Piano Rag                                                   |
| Game            | 大乱闘スマッシュブラザーズDX [Dairantō Sumasshu Burazāzu DX] | Great Melee Smash Brothers DX Opening         | Orchestra Melee                                             | Super Smash Bros. Melee (GameCube) Track No. 0: Opening             |
| Game            | こちら★モナピザ [Kochira Mona Piza]                          | This here is Mona Pizza                       |                                                             | WarioWare: Twisted! (GBA) Mona Pizza's Song                         |
| Game            | ジャングルビート [Janguru Bīto]                              | Jungle Beat Theme                             | 真人 横田 [Mahito Yokota]                                   | Donkey Kong Jungle Beat (GameCube) Title Theme                      |
| Game            | スターフォックス [Sutāfokkusu]                               | Star Fox's Theme                              | 美恵 荒川 & 義徳 川元 [Yoshie Arakawa & Yoshinori Kawamoto] | Star Fox: Assault (GameCube) Main Theme                             |
| Game            | ＤＯＮＫＥＹ'Ｓ ＧＲＯＯＶＥ                                 | Donkey Kong's Groove                          |                                                             | Donkey Konga 3 (GameCube) Theme Song                                |
|                 | 見よ、勇者は帰る                                             | See, the Conqu’ring Hero Comes!               | Judas Maccabaeus                                            | This song can only be played at the end of a Set in Challenge Mode. |

## Famicom (NES) chiptunes
These 8-Bit chiptunes from various NES (Famicom in Japan) games have to be unlocked by collecting Gold or Silver medals in "Street Performance" mode. The more medals one earns, the more chiptunes that become unlocked.
| Genre           | Song Title                                                             | English Translation                  | Comment                                                      |
| --------------- | ---------------------------------------------------------------------- | ------------------------------------ | ------------------------------------------------------------ |
| Game (Nintendo) | ドンキーコンガ [Donkī Konga]                                           | Donkey Konga                         | Donkey Konga Theme 8-Bit Edition                             |
| Game (NAMCO)    | ＭＡＰＰＹ                                                             | Mappy                                |                                                              |
| Game (NAMCO)    | ＰＡＣ－ＭＡＮ                                                         | Pac-Man                              |                                                              |
| Game (NAMCO)    | Ｄｉｇ Ｄｕｇ                                                          | Dig Dug                              |                                                              |
| Game (NAMCO)    | ドルアーガの塔 [Doruāga no Tō]                                         | The Tower of Druaga                  |                                                              |
| Game (NAMCO)    | ＳｋｙＫｉｄ                                                           | Sky Kid                              |                                                              |
| Game (Nintendo) | スーパーマリオブラザーズ 地上BGM                                       | Super Mario Bros. (Ground Theme)     |                                                              |
| Game (Nintendo) | スーパーマリオブラザーズ 水中BGM                                       | Super Mario Bros. (Underwater Theme) |                                                              |
| Game (Nintendo) | ゼルダの伝説 [Zeruda no Densetsu]                                      | The Legend of Zelda                  | Family Computer Disk System Version (only released in Japan) |
| Game (Nintendo) | バルーンファイト                                                       | Balloon Fight                        |                                                              |
| Game (Nintendo) | ドクターマリオ                                                         | Dr. Mario                            |                                                              |
| Game (Nintendo) | スーパーマリオブラザーズ３                                             | Super Mario Bros. 3                  |                                                              |
| Game (Nintendo) | 星のカービィ 夢の泉の物語 [Hoshi no Kābī: Yume no Izumi no Monogatari] | Kirby's Adventure                    |                                                              |
| Game (Nintendo) | 謎の村雨城 [Nazo no Murasame Jō]                                       | The Mysterious Murasame Castle       | Game was only released in Japan                              |
| Game (Nintendo) | パルテナの鏡 [Hikari Shinwa: Parutena no Kagami]                       | Kid Icarus                           |                                                              |
| Game (Nintendo) | マリオブラザーズ                                                       | Mario Bros.                          |                                                              |
| Game (NAMCO)    | ＸＥＶＩＯＵＳ                                                         | Xevious                              |                                                              |
| Game (Nintendo) | ドンキーコング                                                         | Donkey Kong                          |                                                              |
| Game (Nintendo) | ドンキーコングＪＲ．                                                   | Donkey Kong Jr.                      |                                                              |
| Game (Nintendo) | クルクルランド                                                         | Clu Clu Land                         |                                                              |
| Game (Nintendo) | アイスクライマー                                                       | Ice Climber                          |                                                              |